# Maurice Tellier
Pour les articles homonymes, voir Tellier.
Maurice Tellier, né le 14 juin 1896 à Joliette et mort le 28 mars 1966 à Montréal, est un avocat et homme politique québécois.  Il a été député de la circonscription de Montcalm à l'Assemblée législative du Québec de 1936 à 1939 et de 1944 à 1962.  Il a été orateur de l'Assemblée législative du Québec de 1955 à 1960.

## Biographie

### Famille et études
Il est le fils de Joseph-Mathias Tellier, avocat, et de Maria Désilets. Il est le neveu de Louis Tellier, le père de Paul Tellier et un cousin au deuxième degré du père de Luc-Normand Tellier. Il étudie au Séminaire de Joliette et à l'Université de Montréal.  Il est admis au Barreau de la province de Québec le 13 janvier 1922. Il épouse Éva Bouvier le 14 juin 1923 à Toronto.  Il pratique la profession d'avocat.

### Politique
Lors de l'Élection générale québécoise de 1935, il est candidat du Parti conservateur dans la circonscription électorale de Montcalm, où il est défait par Jean-Gaétan Daniel, le candidat du Parti libéral.  Lors de l'élection générale de 1936, il est candidat de l'Union nationale dans la même circonscription et il est élu député à l'Assemblée législative du Québec, l'emportant sur le député sortant Daniel.  Tellier est défait à l'élection générale de 1939 par Joseph-Odilon Duval, le candidat du Parti libéral.  Tellier est élu de nouveau à l'élection générale de 1944, l'emportant sur le député sortant Duval.  Le 13 février 1945, Tellier devient Orateur suppléant (président suppléant) de l'Assemblée législative, poste qu'il occupera jusqu'au 15 décembre 1955.  Il est réélu député aux élections générales de 1948 et de 1952.   Le 15 décembre 1955, succédant à Alexandre Taché, Tellier devient Orateur (président) de l'Assemblée législative, poste qu'il occupera jusqu'au 20 septembre 1960.  Il est réélu comme député à l'élection générale de 1956 et à celle de 1960.  Il est défait à l'élection générale de 1962 par Gérard Martin, le candidat du Parti libéral.
Il meurt en 1966, à l'âge de 69 ans.  Il est inhumé à Joliette le 31 mars 1966.

## Titre honorifique
- 1938 : Conseil en loi du roi (c.r.)